# Kosmos 1402
Kosmos 1402 (ryska: Космос-1402) var en rysk övervakningssatellit som inte lyckades nå omloppsbana. Normalt brinner sådana satelliter upp harmlöst när de återinträder i jordens atmosfär. Kosmos 1402 var dock atomdriven. En liknande satellit (Kosmos 954) störtade i Kanada år 1978 och radioaktiva fragment spreds då över ett stort (obebott) område.
Kosmos 1402 sköts upp den 30 augusti 1982. Satelliten hade ett nytt säkerhetssystem som skulle skjuta upp reaktorn i en högre omloppsbana, men detta misslyckades. Kosmos återinträdde i jordens atmosfär den 23 januari 1983, situationen var allvarlig eftersom satelliten inte gick att kontrollera. Den störtade dock i Indiska oceanen, reaktorhärden återinträdde den 7 februari och störtade i Sydatlanten utanför Argentinas kust.
Kosmos 1402 ingick i RORSAT-programmet och hade en massa på 3 800 kg.

### Fotnoter
1. ↑  ”NASA Space Science Data Coordinated Archive” (på engelska). NASA. https://nssdc.gsfc.nasa.gov/nmc/spacecraft/display.action?id=1982-084A. Läst 2 mars 2020.